# Anders Jahre
Anders Jahre, född 28 maj 1891 i Sandeherred, död 26 februari 1982, var en norsk skeppsredare som drev valfångst, tankerverksamhet, passagerartrafik och industriverksamhet.

## Karriär och företagsamhet
Jahre tog jur.kand. 1914, och var advokat i Sandefjord 1916–1928. Han började 1918 bli intresserad av valfångst, och gick i spetsen för dess utveckling och han var den första som byggde stora kokerier med rationaliserad drift. År 1928 grundade han rederiet Anders Jahre, och 1929–1930 skapade han 6 valfångstbolag med ett aktiekapital på 24,5 miljoner norska kronor. 
Anders Jahre var också en företagsman när det gällde fördelning av val- och valravsolja. Under 1930-talet startade han oljeraffinaderiet Sandar fabriker och Jahres kemiska fabriker. 

## Vetenskapliga insatser och hedersutmärkelser
Han instiftade 1953 Anders Jahres Fond till Vetenskapens främjande, och 1966 Anders Jahres Humanitära Stiftelse. Jahre promoverades 1961 som förste norrman till hedersdoktor vid Universitetet i Oslo, till erkännande av hans insatser för det vetenskapliga arbetet vid lärosätet. Jahre var även hedersdoktor vid Lunds universitet (1963) och hedersmedlem i bland annat Det Norske Videnskaps-Akademi och Det Norske Medisinske Selskap.

## Andra utmärkelser och erkännanden
Han var kommendör, och senare kommendör med kraschan, av Sankt Olavs Orden. Han erhöll även en lång rad internationella erkännanden, bland annat genom utmärkelser och titlar hos danska Dannebrogsorden, svenska Vasaorden, finska Vita Rosen och Finlands Lejons orden, isländska falkorden, tyska republikens förtjänstorden, Brittiska Imperieorden och franska Hederslegionen.
Anders Jahre ägde Osbyholms slott i Skåne mellan åren 1939 och 1984.